# Margarida de Abreu
Margarida de Abreu  (Lisboa, 26 de Novembro de 1915 - Lisboa, 29 de Setembro de 2006) é uma coreógrafa portuguesa. É identificada com a fundação do balé clássico em Portugal.

## Biografia
Margarida de Abreu nasceu em Lisboa a 26 de Novembro de 1915. Diplomou-se no Conservatório Nacional, em Lisboa.
Em 1932 viaja para Genebra, Suíça, onde frequenta o Institut Jacques Dalcroze. Prossegue os seus estudos no Deutsche Tanz Schule em Berlim e no Hellerau Laxemburg Schule em Viena. Em 1937 e 1938 frequenta estágios de ensino no Sadler’s Wells (hoje denominado Royal Ballet School).
Regressa a Portugal, em 1939, para ensinar dança no curso de Teatro do Conservatório Nacional onde leccionará até se reformar, em 1986.
Em 1945 fundou o Círculo de Iniciação Coreográfica.
Em 1946 editou o seu Manifesto numa tiragem de 500 exemplares pela Bertrand Irmãos.  Nele define a Dança como "Plástica da atitude, expressão da máscara, harmonia do movimento, contraponto do gesto, sugestão do ambiente.", onde caracteriza o Bailado como: "Associação íntima e quase orquestral de dança, música, espírito e decoração" e onde levanta a ponta do véu para o início dos trabalhos do Circulo de Iniciação Coreográfica (CIC) criado por si e que começou atividade nesse mesmo ano ("...é o programa original da escola." […] "Mas vai fazê-lo com tanto entusiasmo e tanta fé que talvez o futuro não tenha ânimo de atraiçoar tão nobre ideal.").  O CIC foi criado com vista a divulgar o bailado clássico através de espectáculos, colaboração em temporadas de Ópera e formação de intérpretes. 

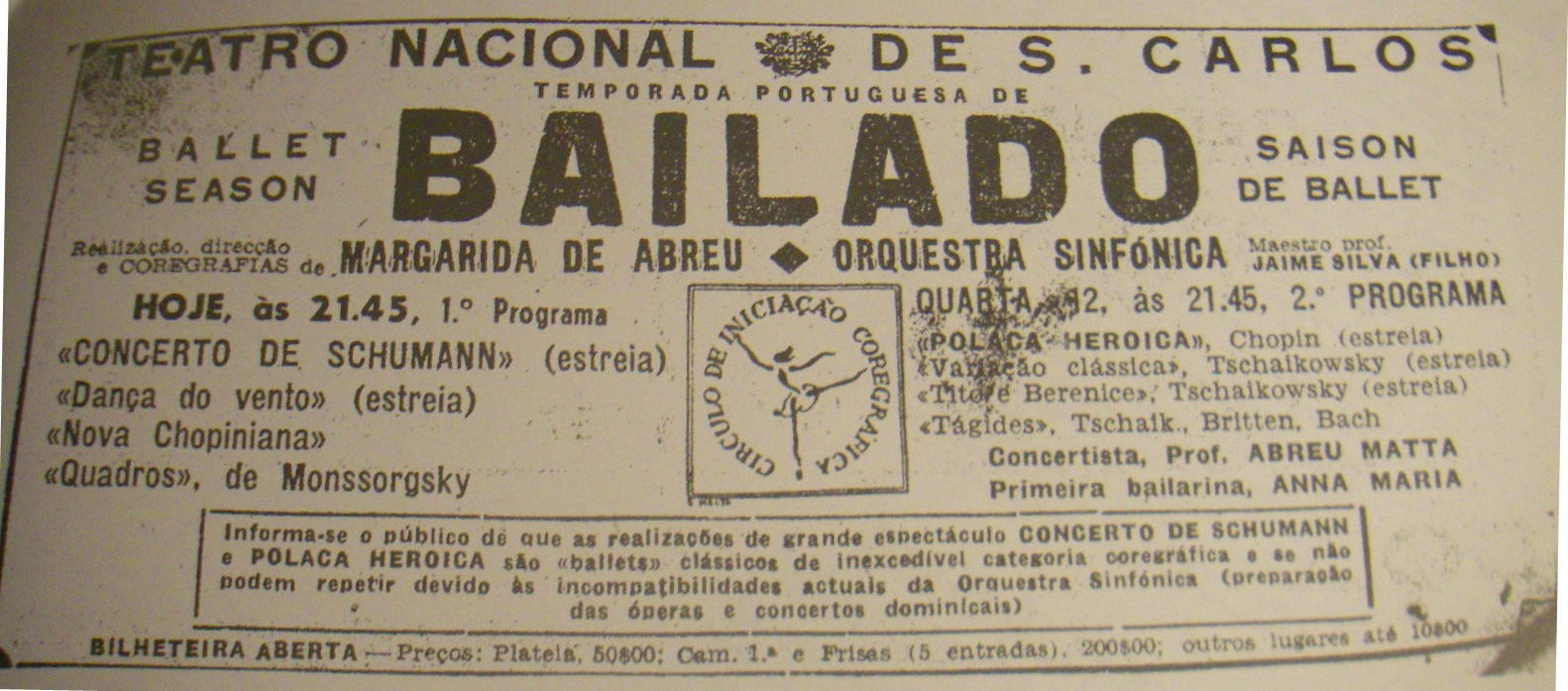
Bilhete para bailado do Circulo de Iniciação Coreográfica no Teatro Nacional de São Carlos, 1949

Entre 1946 e 1960 , percorre salas de todo o país com cerca de 40 espectáculos: Lisboa (13), Coimbra (5), Torres Novas (3), Leiria (2), Castelo Branco (2), Beja (2), Santarém, Caldas da Rainha, Algés, Covilhã, Sintra, Almada, Guimarães, Queluz, Bragança, Ovar e São João da Madeira. Entre estes, o CIC colaborou em Temporadas de Ópera no Teatro Nacional de São Carlos (TNSC) (1947/49/50) e no Coliseu de Lisboa (CL)(1952/53/54/55).
Em 1960 é convidada a remodelar e co-dirigir a Companhia de bailado Verde Gaio juntamente com o seu ex-aluno Fernando Lima, actividade que durará até 1978. 
Entre 1964 e 1972 integra o Centro de Estudos de Bailado (CEB) do Instituto de Alta Cultura (vulgo Escola de Bailado do TNSC), enquanto coreógrafa. 
Em 1986 reforma-se da sua actividade no Conservatório Nacional e cria o "Grupo Studium Margarida de Abreu", com sede em Lisboa. 
Em 1988 colabora como coreógrafa no filme Os Canibais, sob direcção de Manoel de Oliveira e em 1992, também como coreógrafa, colabora no filme Aqui D'El Rei!, de António-Pedro Vasconcelos. 
Entre os seus alunos encontram-se: Anna Mascolo e Águeda Sena. 
Margarida de Abreu faleceu a 29 de Setembro de 2006, em Lisboa. 

## Homenagens
Em 1979 é feita Comendadora da Ordem de Instrução Pública, a 21 de dezembro, e recebe o troféu da Casa da Imprensa. No ano seguinte recebe a Medalha Almeida Garrett, no TNSC. 
Recebe o Se7e de Ouro do semanário Se7e, em 1989, numa apresentação ao encargo de Herman José na discoteca Alcântara. Dois anos depois, 1990, recebe a Medalha de Mérito Artístico pelo Conselho Brasileiro de Dança. A 25 de Outubro de 2005 recebe o "Prémio Annualia da Editoral Verbo" na sala Siaca do CCB, em Lisboa, pelas mãos do Presidente da República Dr. Jorge Sampaio. 
A 26 de novembro de 2015, dia em que Margarida de Abreu faria 100 anos, numa cerimónia solene no Museu Nacional do Teatro e da Dança, foi lançado o selo em sua homenagem, inserido na coleção dos CTT "Pioneiros da Dança em Portugal".